# Schweierzoll
Schweierzoll ist eine Bauerschaft mit etwa 25 Einwohnern im äußersten Norden von Niedersachsen.
Die Ortschaft liegt zwischen der Gemeinde Jade
und der Gemeinde Stadland in der Wesermarsch  und an der Bundesstraße 437 zwischen Varel und Rodenkirchen, 3 km westlich von Schwei.
Lokal erwähnenswert ist die Gaststätte „Zum Schweierzoll“ sowie eine Pferdepension.

## Geschichte
Im Jahr 1613 nahm die Überflutung der Umgebung durch das übers Hochmoor eindringende Meer in der Höhe des heutigen Ortes Schweierzoll seinen Anfang.